# Shocking 5
Albums de Cute
4 Akogare My Star
(28 janvier 2009) Chō Wonderful 6
(06 avril 2011)
Compilations par Cute
Cute Nan Desu!
(18 nov. 2009)
Singles
1. Bye Bye Bye!
Sortie : 15 avril 2009
2. Shochū Omimai Mōshiagemasu
Sortie : 1er juillet 2009
3. Everyday Zekkōchō!!
Sortie : 16 septembre 2009
4. Shock!
Sortie : 6 janvier 2010

Shocking 5 (ショッキング5, "Shocking five") est le cinquième album original du groupe de J-pop Cute, sorti en 2010.

## Présentation
L'album, écrit et produit par Tsunku (sauf le dernier titre, une reprise des Candies), sort le 24 février 2010 au Japon sur le label zetima. Il atteint la 25e place du classement Oricon, et reste classé pendant deux semaines, se vendant à 7 345 exemplaires durant cette période. Il sort aussi en édition limitée au format CD+DVD avec une pochette différente et un DVD en supplément.
L'album contient onze titres, dont cinq sortis précédemment en singles (dont une face B et une version remixée). Quatre des autres titres de l'album ne sont interprétés que par quelques membres, dont deux par Airi Suzuki en solo. C'est le premier album original de la formation à cinq membres, sans Kanna Arihara et Erika Umeda qui ont quitté le groupe en 2009. Cette dernière n'est pas créditée, bien que chantant sur quatre titres de l'album, sortis en singles avant son départ.

## Membres
- Maimi Yajima
- Saki Nakajima
- Airi Suzuki
- Chisato Okai
- Mai Hagiwara

## Liste des titres
CD
1. Everyday Zekkōchō!! (EVERYDAY 絶好調!!?)
2. The Party!
3. Aa! Koi (嗚呼！恋?)  (chanté par Airi Suzuki)
4. Bye Bye Bye!
5. Lonely girl's night  (chanté par Maimi Yajima)
6. Kimi no Senpō (君の戦法?)  (chanté par Saki Nakajima, Chisato Okai, Mai Hagiwara)
7. Shock! (SHOCK!)
8. Shigatsu Sengen (四月宣言?)
9. "Zansho Omimai Mōshiagemasu." (「残暑　お見舞い　申し上げます。」?)  (chanté par Airi Suzuki)
10. Yume ga Aru kara (夢があるから?)
11. Shochū Omimai Mōshiagemasu (H22 Remix)  (暑中お見舞い申し上げます...?)

DVD de l'édition limitée
1. Shigatsu Sengen (四月宣言?)
2. Jacket & PV (...) Making (ジャケット&PV撮影メイキング?)
3. Off-slide Show (オフショットスライドショー?)